# Xyris caparaoensis
Xyris caparaoensis là một loài thực vật hạt kín trong họ Hoàng đầu. Loài này được Wand. mô tả khoa học đầu tiên năm 2003.